# Poa pseudamoena
Poa pseudamoena är en gräsart som beskrevs av Norman Loftus Bor. Poa pseudamoena ingår i släktet gröen, och familjen gräs. Inga underarter finns listade i Catalogue of Life.